# Vanessa Claudio
Vanessa Zayda Claudio Rodríguez (n. San Juan, Puerto Rico, 2 de septiembre de 1983) es una modelo, actriz, presentadora de televisión y reina de belleza puertorriqueña que actualmente se desempeña en el ambiente de la televisión en México. Terminó sus estudios de Licenciatura en Ciencias de la Comunicación, graduándose con honores y se especializó en Publicidad y Relaciones públicas; se graduó del Centro de Estudios en Formación Actoral Azteca (CEFAT). Fue ganadora de la edición 2016 de La Academia de Venga la alegría.

## Carrera

### Concursos de belleza
Vanessa compitió en el concurso Miss Intercontinental 2006, celebrado el 15 de octubre de 2006 en Nassau, Bahamas, en representación de Puerto Rico. En la última noche del concurso, Vanessa accedió a las semifinales, donde fue una de las cinco finalistas. Terminó siendo la primera finalista y ganando el premio Miss Simpatía.

### Éxito en México
Tras su experiencia en los concursos de belleza, Claudio llegó a México, donde empezó a actuar en la serie de televisión El Pantera. También ha sido reportera y presentadora de los programas de entrevistas Véngache pa' cá y Venga la alegría. Como modelo ha aparecido en la portada de reconocidas revistas como Max y H. Así mismo ha conducido programas para México como para el mercado latino en Estados Unidos. Reportera de Exatlón México segunda edición en 2018. Se desempeñó como presentadora del programa de modelaje y énfasis en la moda Este es mi estilo, transmitido y producido por TV Azteca en colaboración con la productora turca AcunMedya en 2019, este mismo año se confirmó que ella sería presentadora de el show de Drag Queens La Más Draga que inició su segunda temporada el día 30 de abril transmitido en Youtube.
En 2022 regreso a TV Azteca para conducir el programa de entretenimiento Al extremo, acompañada en la conducción con Uriel Estrada y a partir de inicios de septiembre con Carlos Quirarte.
En junio del mismo año forma parte de la conducción del concurso de canto La Academia en su edición comemorativa de 20 años del reality show, acompañada del exacadémico Yahir durante 10 semanas al aire. En julio de 2024 regresa al reality.

## Televisión
- Venga la alegría (2009-2010) (2013-2019) - Presentadora
- Véngache pa' cá (2007) - Presentadora
- México baila (2013) - Participante
- Venga el domingo (2012-2017) - Conductora[11]
- Miss Universo (TV Azteca) (2017-2019) (2021-2022) - Presentadora
- Exatlón México (2018-2019) - Presentadora host-digital
- Suelta la sopa (2019) - Presentadora invitada
- Este es mi estilo (2019) - Conductora
- Mexicana Universal (2019) - Presentadora
- Moda al minuto Banco Azteca (2019) - Conductora
- El poder del amor (2021)
- Al extremo (2022-presente) - Presentadora
- La Academia 20 Años (2022) - Coconductora
- La Academia (2024) - Presentadora Camino a la fama y backstage[10]